# Vigolante
Vigolante è una piccola frazione del comune di Parma, appartenente al quartiere San Pancrazio.
La località è situata 5,52 km a ovest del centro della città.

## Geografia fisica
La frazione sorge in posizione pianeggiante alla quota di 69 m s.l.m., tra le campagne a ovest di Parma.

## Origini del nome
La località era detta nel IX secolo Vicolandulfi e Vicus Landulphi, in riferimento al conte Landulfo, feudatario longobardo dell'epoca.

## Storia
Il borgo di Vicolandulfi fu menzionato per la prima volta il 18 ottobre 884, in un documento notarile; Vicus Landulphi fu poi citato pochi anni dopo, il 25 aprile 890, in un altro atto.
Nel 962, secondo un atto di dubbia autenticità, l'imperatore del Sacro Romano Impero Ottone I di Sassonia riconobbe al vescovo di Parma Oberto l'autorità, oltre che sulla città, anche su 3 miglia di contado intorno a essa, comprendenti tra le altre la zona di Vigolante, compresa tra Vicofertile e Fraore.
Agli inizi del XIII secolo nel piccolo borgo, collocato lungo uno dei rami della via Francigena, fu edificata la cappella, testimoniata per la prima volta nel 1230.
Nel 1266 il Comune di Parma, constatando la mancanza di difese in alcune località nei dintorni della città, tra cui Vigolante, ordinò ai loro abitanti di erigere nelle vicinanze delle rispettive chiese le necessarie strutture fortificate.
Nel 1325 le truppe di Azzone Visconti, alleate dei Pallavicino, attaccarono il Parmense, saccheggiando i borghi di Vicofertile, Vigolante, Madregolo, Bianconese, Fontevivo, Fraore, Baganzola, Vicomero, Pietrabaldana, Viarolo, Collecchio, San Martino Sinzano, Felino, Medesano e Borgo San Donnino.
In epoca napoleonica, per effetto del decreto Nardon del 1806 Vigolante divenne frazione del nuovo comune (o mairie) di San Pancrazio Parmense, soppresso e annesso nel 1943 al comune di Parma.

## Monumenti e luoghi d'interesse

### Chiesa di San Giovanni Evangelista

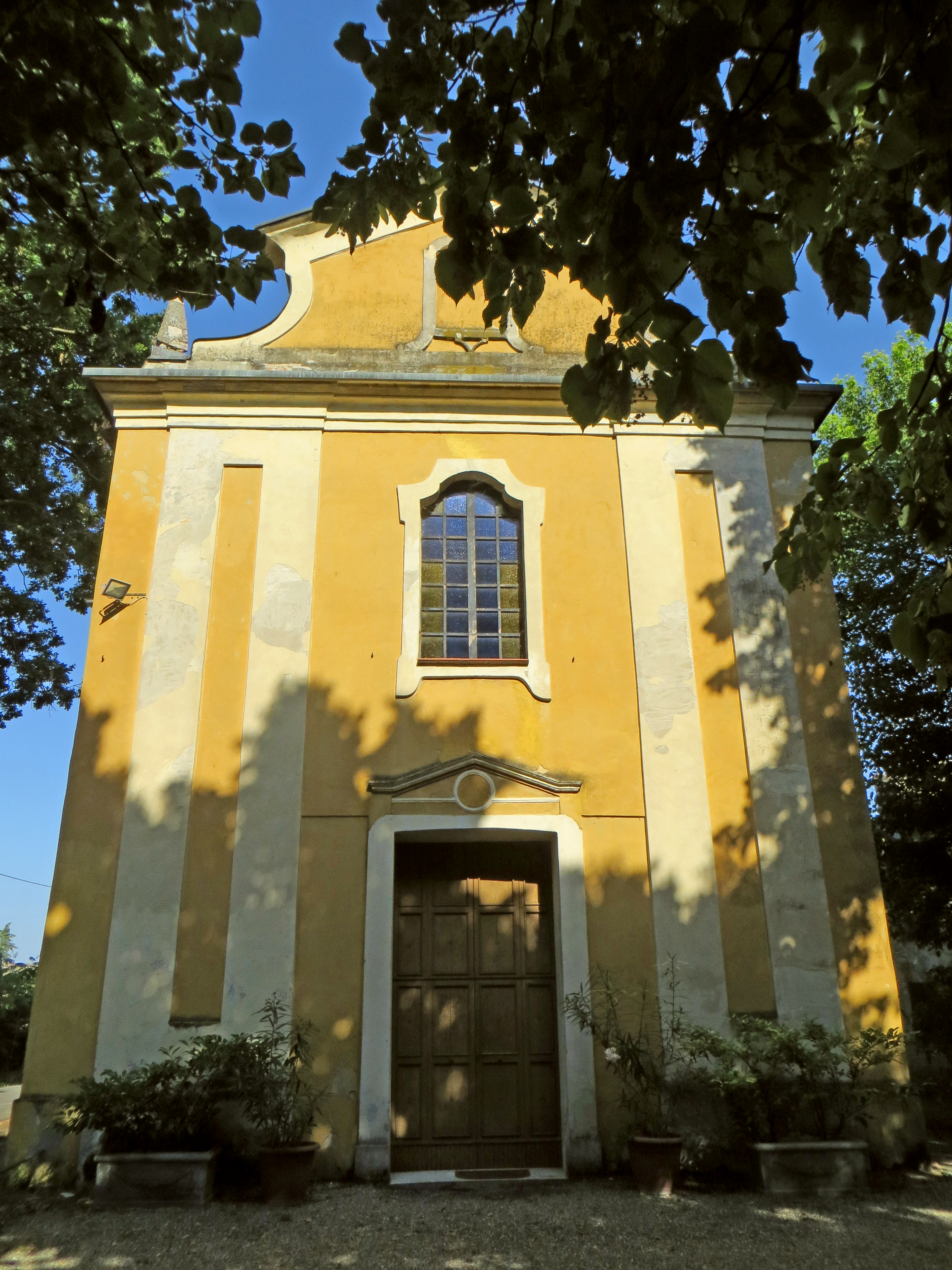
Chiesa di San Giovanni Evangelista

Menzionata per la prima volta nel 1230, la chiesa medievale fu ricostruita nel 1488 su finanziamento della famiglia Tagliaferri; ristrutturata in stile barocco agli inizi del XVIII secolo, fu dotata di una nuova facciata verso la metà dello stesso secolo; il luogo di culto conserva alcune testimonianze dell'edificio romanico originario, tra cui l'alto basamento del campanile e varie pietre di reimpiego.

### Villa Mazzieri

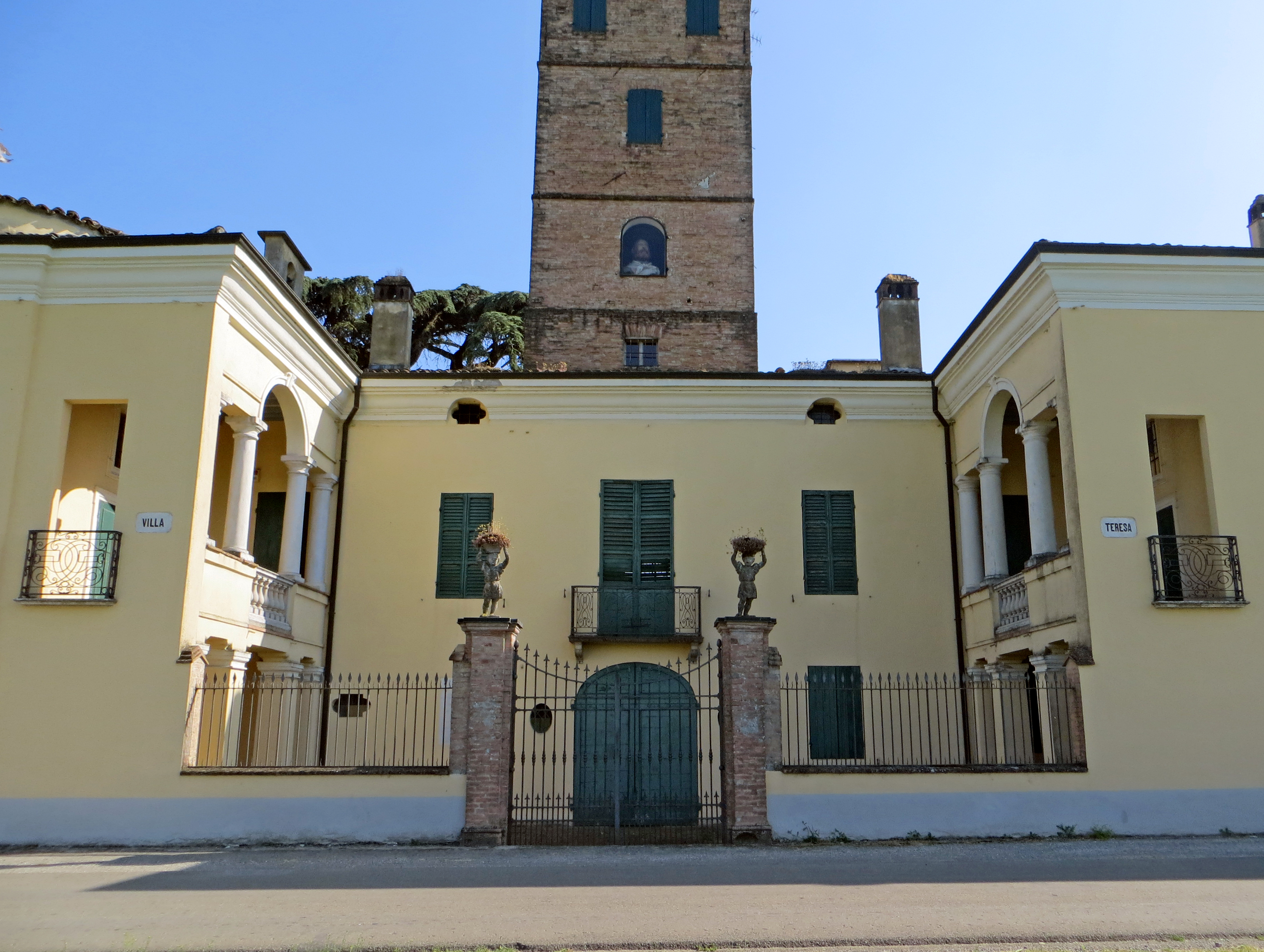
Villa Mazzieri

Costruita unitamente all'adiacente cappella nella seconda metà del XVII secolo probabilmente per volere del conte Angelo Pettorelli Lalatta, la villa, ereditata nel 1786 dal marchese Troilo Venturi, fu per suo volere ristrutturata tra il 1788 e il 1793 in stile neoclassico e arricchita del parco; acquistata successivamente dal reverendo Valentino Chiari, passò nel 1893 al suo erede Valentino Costa; rivenduta agli inizi del XX secolo alla famiglia Carpi, fu infine alienata nel 1914 a Giulio Mazzieri, che la trasmise ai suoi discendenti. L'edificio, noto anche come villa Teresa, è caratterizzato dalla presenza della corte d'accesso affiancata da due portici contrapposti sormontati da logge a serliana, della cappella, del loggiato sul parco e dell'alto torrione neogotico in laterizio.